# Ramessenakht
Ramessenakht, o Ramsesnakht (fl. XII secolo a.C.), è stato un Primo Profeta di Amon durante la XX dinastia egizia.
Venne insignito di tale carica sotto il regno di Ramesse IV e la conservò durante i regni di Ramesse V, Ramesse VI, Ramesse VII, Ramesse VIII e Ramesse IX.
Durante il suo pontificato il potere del clero tebano di Amon si accrebbe considerevolmente, in contrapposizione all'inesorabile indebolimento dei sovrani ramessidi.

## Biografia
Ramessenakht era figlio di Meribastet, Maggiordomo del Faraone e Capo Sacerdote di tutti gli dèi ad Ermopoli. Questo influente personaggio riuscì a far conferire il titolo di Primo Profeta di Amon a ben due dei suoi figli: prima di Ramessenakht, infatti, l'altissima carica venne ricoperta da suo fratello Usermaatranakht.
Ramessenakht ebbe in sposa Adjedet-Aat, ed infatti compare nella tomba ad El-Khab del suocero Setau, il quale ricoprì la carica di Gran Sacerdote di Nekhbet. Ebbe dalla consorte molti figli – Nesamon, Amenhotep, Usermaatranakht (come suo zio) e Meribastet (come suo nonno) – ed una figlia, Tamerit; grazie ai loro matrimoni, abilmente combinati, Ramessenakht riuscì ad intrecciare legami di parentela con il sindaco di Tebe e soprattutto con un'altra potente famiglia di sacerdoti, che occupava livelli elevati nelle gerarchie del clero di Amon: quella di Bakenkhonsu, che fu Primo Profeta di Amon ai tempi di Ramesse II.

L'acquisizione da parte della famiglia di Ramessenakht di tale grande influenza – sia in campo religioso che finanziario – su svariate provincie dell'Alto Egitto, fu forse il motivo per cui Ramesse VI trasferì la sua Residenza più distante, nel Delta del Nilo.
Nel 3º anno di Ramesse IV, Ramessenakht guidò personalmente – fatto senza precedenti – una massiccia spedizione (8.368 uomini) alle cave di pietra dello Uadi Hammamat, come ricordato da una stele. Sappiamo anche che verso la fine della sua carriera, sotto i regni di Ramesse VII e IX, assicurò rifornimenti di oro e galena, impiegata per la pittura degli occhi.
Venne sepolto nella necropoli di Dra Abu el-Naga (TT293) probabilmente nei primi anni di regno di Ramesse IX; a quel tempo il suo potere fu già sufficiente per rendere ereditaria la carica di Primo Profeta che venne così ricoperta per breve tempo dal figlio Nesamon e poi, entro il 10º anno di Ramesse IX, dall'altro figlio Amenhotep.